# Faces
Faces, conocida también como The Faces, fue una banda británica de rock, formada en 1969 como continuación del grupo Small Faces, cuando Steve Marriott les dejó para formar Humble Pie.
Ron Wood (guitarra) y Rod Stewart (voz), ambos procedentes de The Jeff Beck Group, se unieron a los anteriores miembros de Small Faces Ronnie Lane (bajo), Ian McLagan (teclados) y Kenney Jones (batería) para completar la formación. Tocaron juntos durante la primera mitad de los 70s, antes de que Stewart iniciara su carrera en solitario en 1975. Después, Wood se unió a los Rolling Stones en 1975 y Jones se fue con The Who en 1978, en sustitución del fallecido Keith Moon.

## Historia
Con la adición de Rod Stewart y Ron Wood, el adjetivo "Small" fue eliminado del nombre del grupo y continuaron como Faces. Aun así, su primer disco se publicó como Small Faces debido a un error de su discográfica.
Sus mayores éxitos incluyen «Had Me a Real Good Time», «Stay with Me», «Cindy Incidentally» y «Pool Hall Richard». Como quiera que el éxito de la carrera en solitario de Rod Stewart se hizo más famosa que la del propio grupo, la banda comenzó a verse eclipsada por su cantante solista. Ronnie Lane, desilusionado, dejó la banda en 1973, y fue reemplazado por Tetsu Yamauchi, quien había reemplazado a Andy Fraser en Free. Publicado por aquel tiempo el disco de estudio Ooh La La, Rod Stewart fue muy mordaz en la prensa musical para enfado del resto.
Un disco en directo al año siguiente, Coast to Coast: Overture and Begineers, fue tachado por los críticos como pobremente grabado. Grabaron unas pocas pistas más para otro disco de estudio pero habían perdido el entusiasmo e hicieron la última grabación a finales de 1974 con You Can Make Me Dance, Sing or Anything, consiguiendo el top 20 en Inglaterra.
En 1975 Wood empezó a trabajar con los Rolling Stones y en diciembre la banda anunció su disolución.

## Posterior a Faces
Todos los miembros tuvieron carreras variadas.
- Wood se unió a The Rolling Stones como miembro de pleno derecho y continuó editando material en solitario.

- Lane formó Slim Chance y tuvo una modesta carrera en solitario que finalizó cuando se le diagnosticó esclerosis múltiple. Trabajó también en un disco con Pete Townshend titulado Rough Mix y una banda sonora con Ron Wood, Mahoney's Last Stand.

- Jones se unió a The Who tras la muerte de Keith Moon.

- McLagan comenzó una exitosa carrera como músico de sesión, y se casó con la viuda de Keith Moon, Kim. Giró como músico de apoyo con los Stones y formó la Bump Band con la que grabó algún disco que pasó sin mayor gloria.

- Stewart tuvo un gran éxito en su carrera en solitario.

Hubo una reunificación de Small Faces a finales de lo 70 (sin Ronnie Lane) de la que resultaron dos discos. Aun así, Ronnie Lane y Steve Marriott trabajaron para Majik Mijits.

## Influencia en la música
Aunque disfrutaron de un éxito modesto en comparación con otras bandas del momento como The Who o los Rolling Stones, tuvieron una considerable influencia en la escena rock. Su rock en vivo con clase y basado en la vuelta a las raíces (frecuentemente también cargado de licor), les conectaría con bandas como New York Dolls o The Damned, así como Steve Jones de los Sex Pistols.
Además de bandas de las escena punk, otros muchos grupos estarían influenciados por Faces, desde los The Replacements, o los Quireboys hasta Black Crowes, pasando por The Charlatans, Ocean Colour Scene, BRMC, Primal Scream, Aerosmith, Pearl Jam, Whiteout, Stereophonics y Diamond Dogs.

## Miembros del grupo tocando juntos

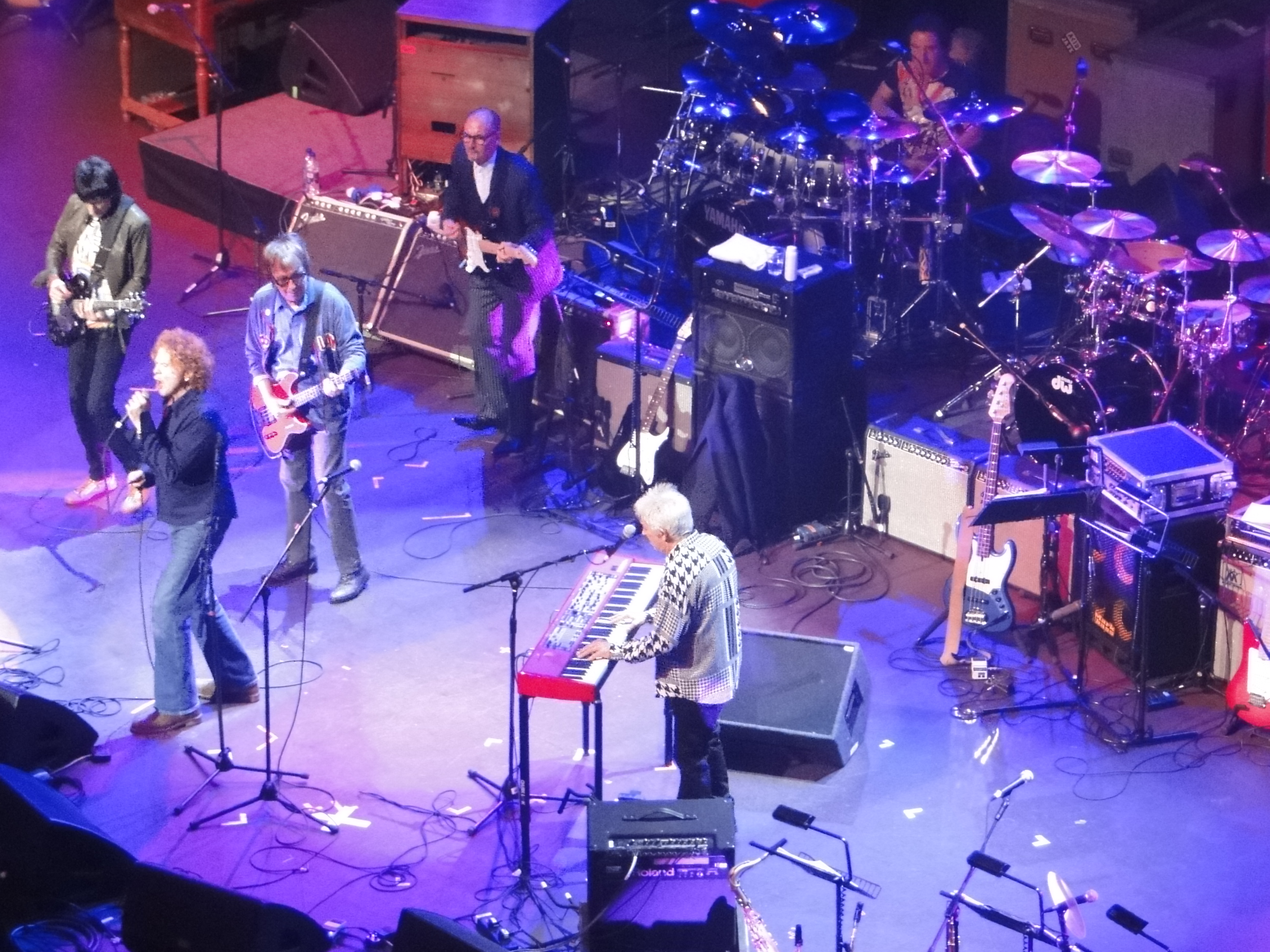
Faces en un concierto en el Royal Albert Hall, Londres, en octubre del 2009.

Faces se reformó para el "bis" de Rod Stewart en el concierto del Wembley Stadium en 1986. Ronnie Lane estuvo en el escenario para cantar desde su silla de ruedas, pero como estaba incapacitado para tocar el bajo, Bill Wyman lo hizo por él. La misma formación se reunió una vez más (sin Ronnie) en 1993 cuando Sir Rod Stewart fue galardonado por su exitosa carrera como artista en los Brit Awards. Otra reunión tuvo lugar en 1996 poco antes de morir Ronnie. En este concierto, la banda recaudó dinero para Lane.
No ha habido más reuniones hasta la fecha. Ronnie Lane hizo su última aparición en directo en 1992, en el show de Ronnie Wood, con Ian McLagan a los teclados.

## Recientemente
En el 2004 el sello Rhino publicó una caja con 4 discos con las canciones más populares de la banda así como algunas inéditas. En el libreto se decía que la razón de la huida de Ronnie Lane no era el éxito de Rod Stewart en solitario, sino la falta de oportunidades para tomar el liderazgo vocal de la banda.
Durante el 2004 y el principio del 2005 hubo varios intentos de reunión que no llegaron a juntar a más de 3 supervivientes de Faces. En mayo de 2004 Kenney Jones y Ronnie Wood se unieron a Ian McLagan en el escenario en el show "The Mean Fiddler". Wood y McLagan se unieron a Stewart en el Hollywood Bowl para una canción.
En marzo de 2005 McLagan se unió a la banda de Ron Wood para un show en el que participó Jones a la batería en el "bis" final. Rod Stewart intentó unirse a ellos pero lo tuvo que dejar por indisposición de su compañera. En 2004 Ronnie Wood se unió a Rod Stewart en el escenario en varias actuaciones incluyendo el Madison Square Garden, Hollywood Bowl, Royal Albert Hall y una actuación callejera en Londres que reunió a más de 80.000 personas.
El baterista Kenney Jones formó recientemente el grupo de rock The Jones Gang, junto con el cantante Roberto Hart, ex-Bad Company y el guitarrista Rick Wills del grupo de rock Foreigner. Tuvieron un número 1 en EE. UU. con su sencillo «Angel».
En 2007 se publica la banda sonora de la serie de la BBC Life On Mars, basada en música de principios de los 70, en la cual se incluye el tema de Faces «Cindy Incidentally».
En 2008 se reunieron para ver la posibilidad de girar juntos de nuevo, pero no prosperó esa reunión.
En mayo de 2010, The Faces anunció planes para reformarse, con el exvocalista de Simply Red, Mick Hucknall como vocalista invitado, y con Glen Matlock, antiguo bajista de Sex Pistols.
En 2012 fueron incluidos en el Rock & Roll Hall Of Fame.

## Discografía
- First Step (1970)
- Long Player (1971)
- A Nod Is as Good as a Wink... to a Blind Horse (1971)
- Ooh La La (1973)

## Miembros
- Rod Stewart – Voz (1969–1975, 2015)
- Mick Hucknall – Voz (2009–2011)
- Ronnie Wood – guitarra, voz (1969–1975, 2009–2012, 2015)
- Jesse Ed Davis – Guitarra rítmica (1975; falleció en 1988)
- Ronnie Lane – bajo, voz (1969–1973; falleció en 1997)
- Tetsu Yamauchi – bajo (1973–1975)
- Glen Matlock – bajo (2009–2012, 2015)
- Kenney Jones – batería, percusión (1969–1975, 2009–2012, 2015)
- Ian McLagan – teclado (1969–1975, 2009–2012; falleció en 2014)